# Katódsugárzás

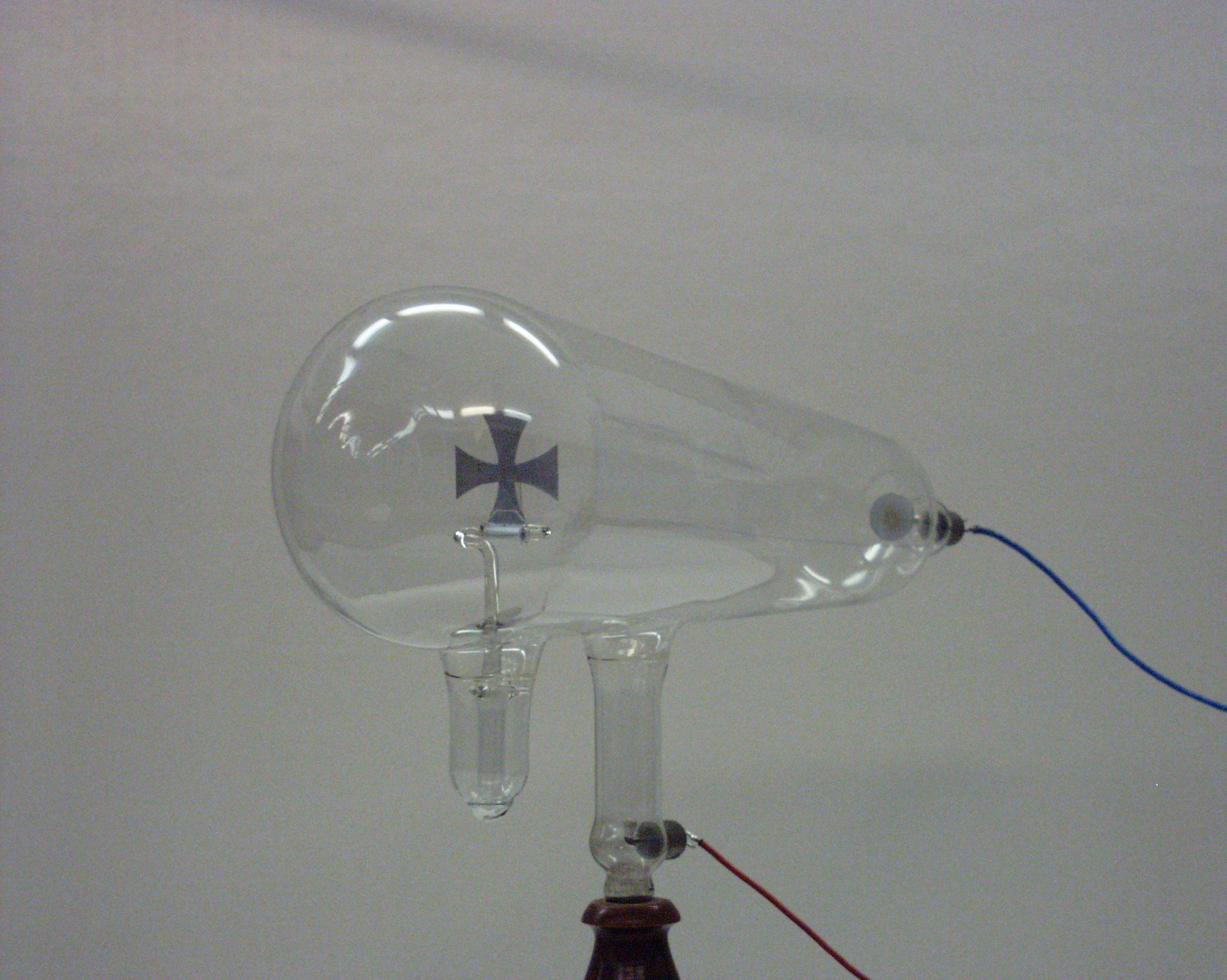
Crookes-cső

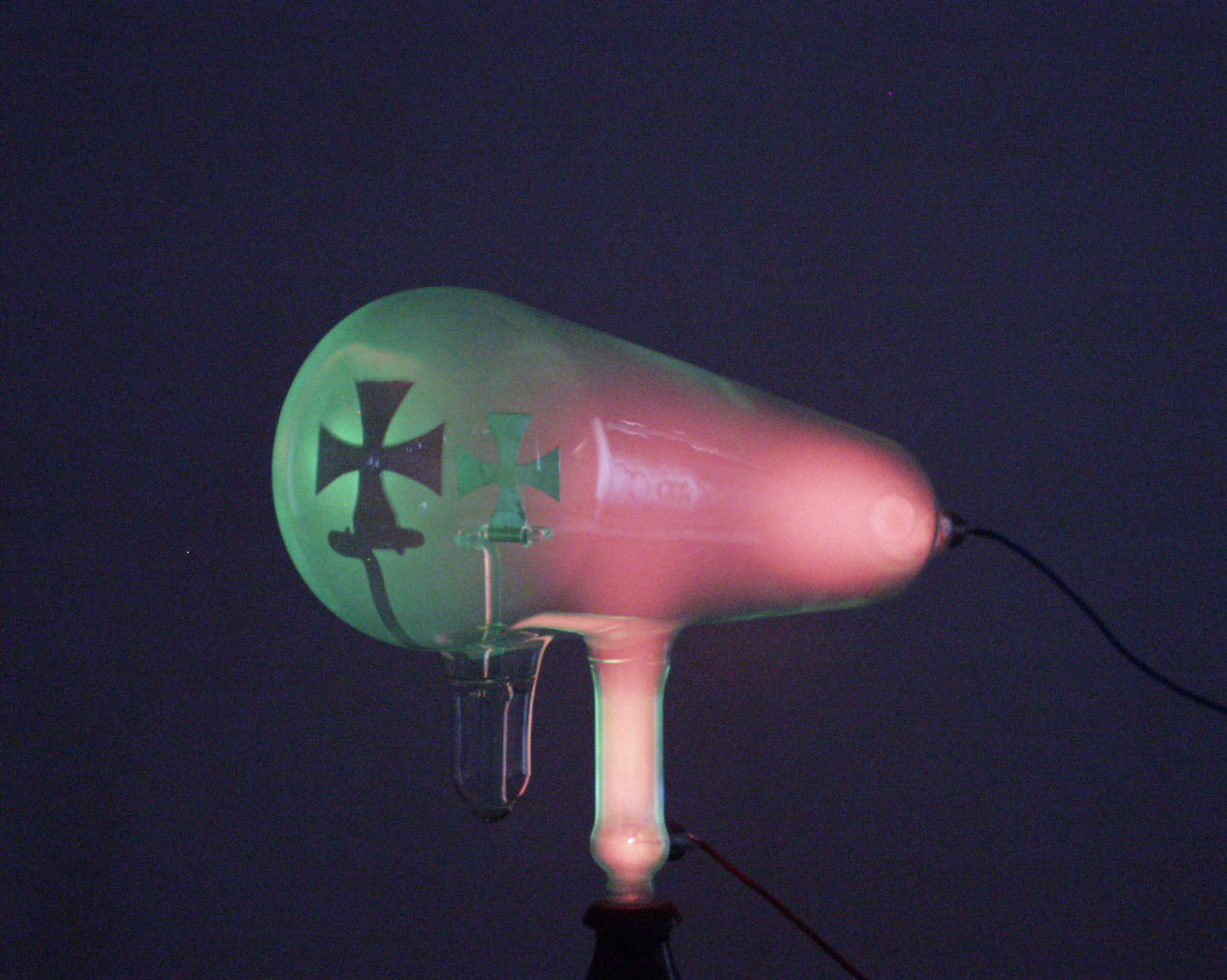
Működő Crookes-cső

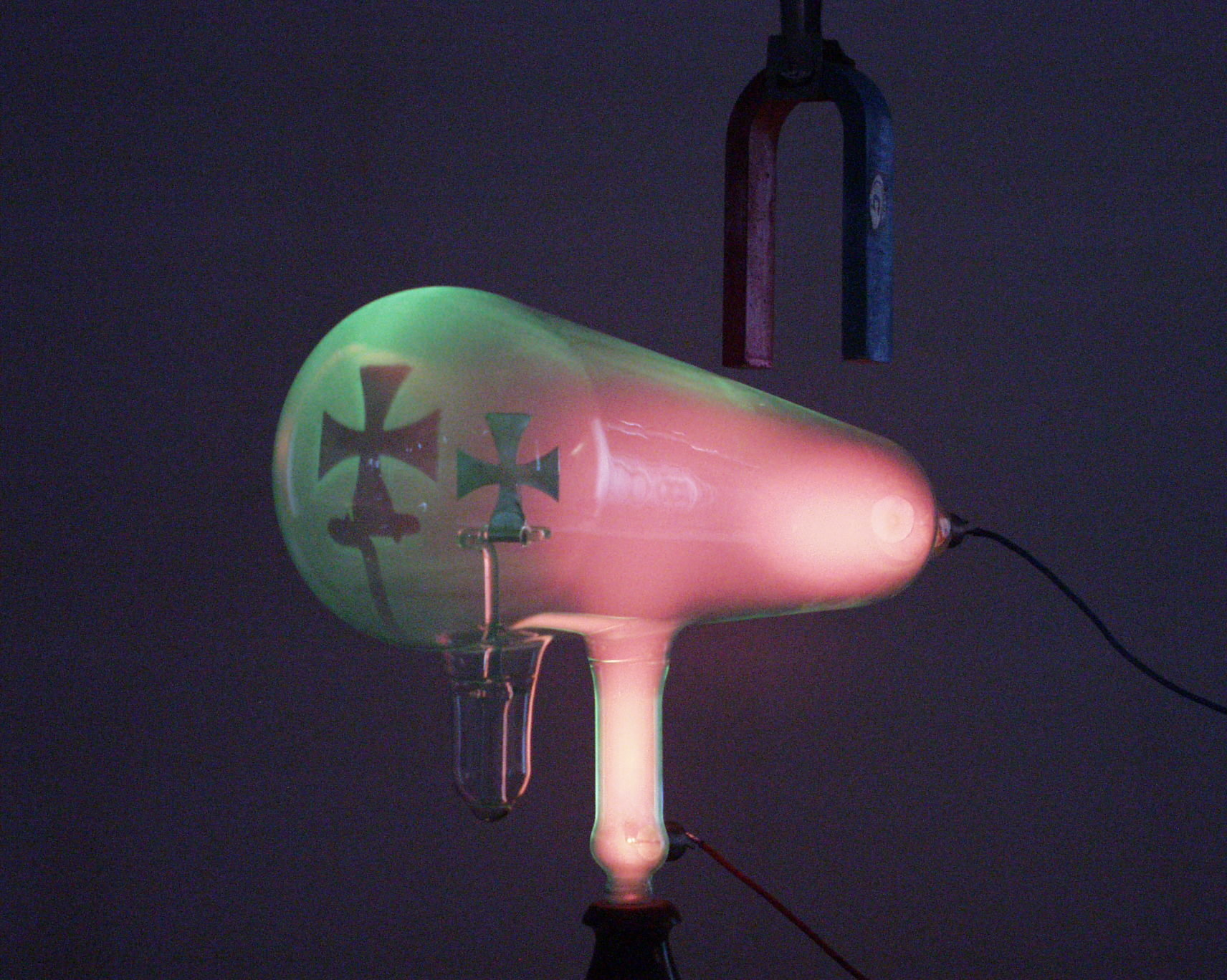
Katódsugarak eltérülése mágneses mezőben

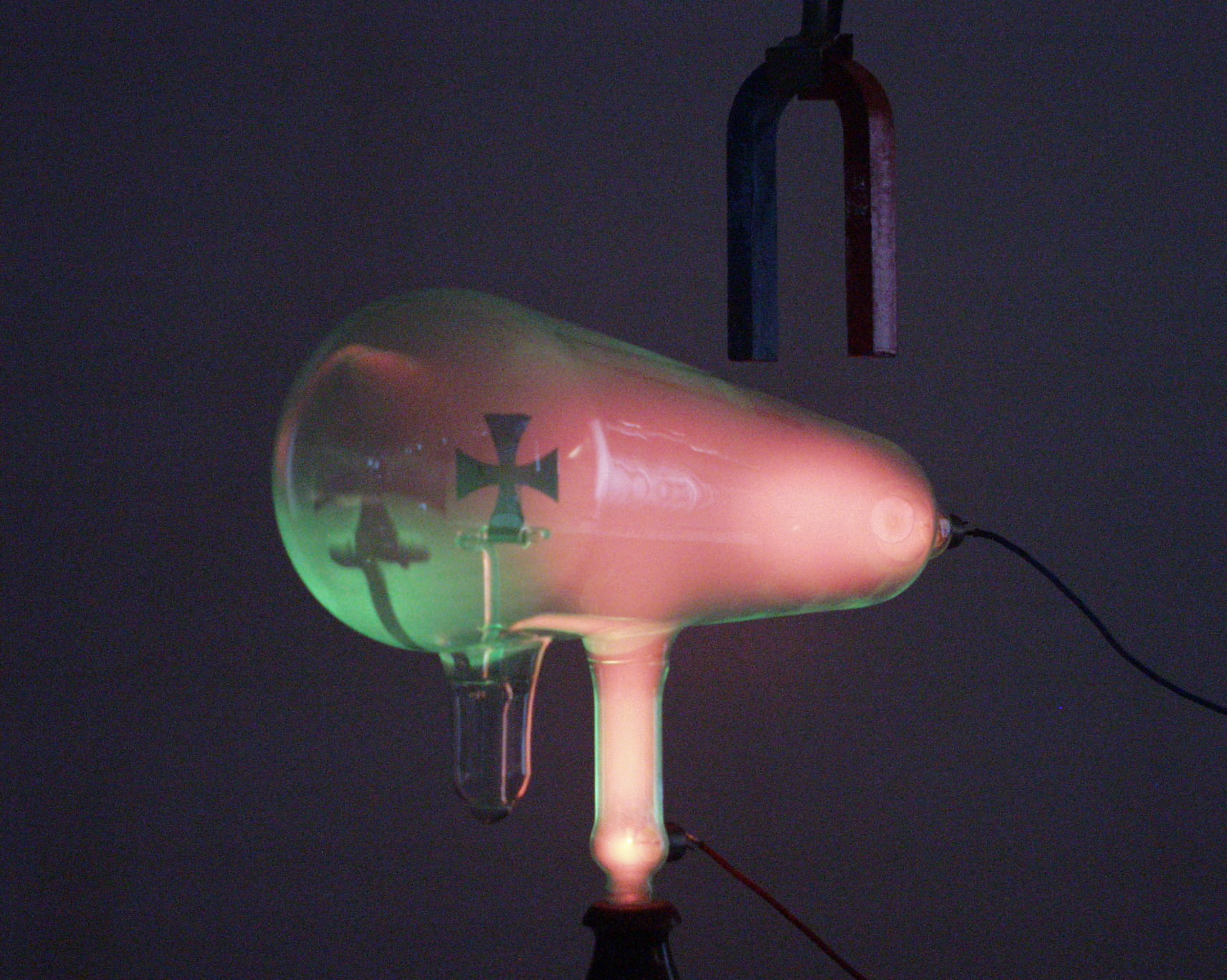
Katódsugarak eltérülése ellentétes irányú mágneses mezőben

A katódsugárzás a katódsugárcsőben kialakuló elektronsugárzás hagyományos elnevezése. Ezt a részecskesugárzást ugyanis a vákuumcsövek katódjából kiinduló sugárzásként fedezte fel Julius Plücker (1801–1868) német fizikus 1859-ben.

## Tulajdonságai
- A katódsugárzás katód felületére merőlegesen indul ki.
- Külső eltérítő hatás hiányában egyenes vonalban halad, függetlenül az anód helyétől.
- A katódsugárzás hatására egyes anyagok látható fényt sugároznak, azaz a katódsugárzás fluoreszkálást, illetve foszforeszkálást okoz. (Ez a jelenség vezetett a felfedezésükhöz: A vákuumcső katóddal szemközti üvegfala zöldes színben fluoreszkált.)
- Mechanikai hatása van: A katódsugárcsőben elhelyezett könnyű kerék a sugárzás hatására forgásba jön.
- Hőhatása van: Félgömb alakú katód középpontjában az oda helyezett fémlemez izzásba jöhet.
- Bizonyos anyagokban kémiai változást okoz, emiatt például a katódsugárzás a fekete-fehér filmen és fotólemezen feketedést eredményez.
- Vastagabb anyagban elnyelődik. Emiatt a katódsugárcsőben elhelyezett fémlemeznek jól látható árnyéka van.
- Nagyon vékony (~0,001 mm vastagságú) fémfólián áthatol. Ilyen fóliával lezárt vákuumcsőből a katódsugár kivezethető a levegőre. (Ezt a kísérletet Lénárd Fülöp magyar/német fizikus végezte el 1893-ban.[1] → Fizikai Nobel-díj, 1905.)
- A katódsugárzás elektromos mezővel és mágneses mezővel is eltéríthető.
- Negatív töltésű részecskék alkotják, ezeket a részecskéket 1890-ben George Johnstone Stoney ír fizikus nevezte el elektronoknak.
- Az anódba ütköző katódsugárzás elektronjainak lefékeződésekor röntgensugárzás keletkezik.

## Előállítása
- A katódsugarakat először Geissler-csővel állítottak elő. Ez egy olyan légüres üvegcső, amelyben két elektróda található: a katód (negatív elektróda) és az anód (pozitív elektróda). A katódsugarak hatására a cső katóddal szemközti fala zöldes színben fluoreszkál.
- William Crookes angol fizikus, kémikus speciális, úgynevezett Crookes-csöveket fejlesztett ki ezen sugárzás vizsgálatára. Ezekkel már a katódsugarak eltérítése is vizsgálható, például a csőben elhelyezett fémlap (kereszt) árnyéka mágneses mező hatására elmozdul.
- Karl Ferdinand Braun 1897-ben továbbfejlesztette a Croockes-csövet, az általa megalkotott Braun-csőben már elektromos árammal izzított katód található.

## Alkalmazása
- A hagyományos oszcilloszkópban az elektromos rezgések képét Braun-csőben előállított katódsugár rajzolja fel a cső fluoreszkáló anyaggal bevont ernyőjére. A katódsugarat ezekben a csövekben elektromos mezővel térítik el.
- A hagyományos televíziók és monitorok képcsöve szintén Braun-cső, de ezekben mágneses eltérítést alkalmaznak.
- Az elektroncsöves rádiók hangolásjelzőjeként alkalmazott varázsszem szintén speciális katódsugárcső, melyben a katódsugárzás a fluoreszkáló anyaggal bevont anód felületét gerjeszti fénykibocsátásra.
- A röntgencsövekben katódsugárzással hozzák létre a röntgensugarakat.
- A régebbi típusú tv-kamerák egyes változatainak vidicon képfelvevő csöveiben a képjelek kiolvasására.

## Lásd még
- Részecskegyorsító
- Katódsugárcső

## Külső hivatkozások
- A katódsugárcső honlapja (angol)
- Röntgen és a katódsugárzás (Sulinet)
- A fenti képek animációja a FizKapu portálon.